# 佐兰·金吉奇
佐兰·金吉奇（發音：[zǒran dʑîːndʑitɕ] ⓘ，1952年8月1日—2003年3月12日），塞尔维亚哲学教授、政治家，民主党成员，曾任贝尔格莱德市长和塞尔维亚总理。

## 政治生涯
生于波斯尼亚和黑塞哥维那的波斯尼亚沙马茨。1989年斯洛博丹·米洛舍維奇成為塞尔维亚总理後，長期任反對黨領袖，反對米洛舍維奇總統的獨裁統治。2000年作為反對派領袖之一帶領反對選舉舞弊的群眾示威，最後成功推翻米洛舍維奇。
2001年，金吉奇出任总理，在他領導下，下令拘捕前總統米洛舍維奇，並且把他送到國際法庭受審，引起米洛舍維奇支持者的強烈不滿。

## 遇刺身亡
2003年3月12日，金吉奇在塞尔维亚政府大楼前被枪杀。
2007年5月23日，塞尔维亚特别行动队指挥官米洛拉德·乌莱梅克和兹韦兹丹·约万诺维奇分别因策划和执行对金吉奇的暗殺活动被塞尔维亚一家特别法庭判处有期徒刑40年。其他10名同案犯分别被判处8年至35年有期徒刑。